# Il Rinascimento e la crisi militare italiana
Il Rinascimento e la crisi militare italiana è un saggio storico di Piero Pieri, edito dalla casa editrice Einaudi nel 1952. L'opera è un'edizione rivista e ampliata del libro apparso nel 1934 col titolo La crisi militare italiana nel Rinascimento, nei suoi rapporti colla crisi politica ed economica, pubblicato da Ricciardi.

## Tema
Il poderoso saggio - oggi non più ristampato - è incentrato sul problema della crisi della "libertà italiana" all'inizio dell'era moderna. L'autore ne indaga gli aspetti etici, politici, economici, sociali e soprattutto militari, dimostrando che la crisi dell'apparato militare italiano nel Rinascimento rappresentò la conseguenza di una crisi assai più vasta e complessa che investì l'intero sistema degli stati italiani del periodo.

## Struttura
L'opera presenta due parti, a loro volta suddivise in vari capitoli:
Prima parte
1. L'espansione economica;
2. L'industrialismo italiano e le sue conseguenze sociali e politiche;
3. L'agricoltura;
4. Le finanze;
5. Le classi sociali e gli stati italiani.

Seconda parte
1. L'arte della guerra dal periodo comunale al Rinascimento;
2. Il trapasso dell'arte militare medievale a quella moderna;
3. La guerra in Italia prima della calata di Carlo VIII;
4. La crisi. Prima fase: 1494 - 1501;
5. La crisi. Seconda fase: 1502 - 1520;
6. La crisi. Terza fase: 1521 - 1530.

Seguono un capitolo di conclusioni, un'ampia bibliografia, ed un indice dei nomi.

## Edizioni
- Il Rinascimento e la crisi militare italiana, Biblioteca di cultura storica n.45, Torino, Einaudi, 1952-1970,  p. 663.